# Institución Ferial de Albacete
La Institución Ferial de Albacete (IFAB)  es una entidad que organiza ferias, salones y congresos en sus instalaciones de Albacete, España.

## Historia y organización
La Institución Ferial de Albacete fue constituida en el año 2000 como un consorcio formado por la Diputación Provincial de Albacete, la Cámara de Comercio e Industria y el Ayuntamiento de la ciudad cuyo objeto es la organización de certámenes feriales de los más diversos sectores, siendo el presidente de la institución el alcalde de Albacete. 
Ya en ese año se celebra el primero de los eventos bajo el paraguas de esta Institución y se preparaba el primer Calendario anual de Ferias para 2001, con un total de siete eventos organizados de forma directa y otros tres en los que colaboraba la IFAB.

## Recinto
La Institución Ferial de Albacete tiene su sede en el Recinto Ferial del IFAB o Palacio Ferial de Albacete, que cuenta con una superficie total de más de 62.000 m², que se dividen en cerca de 9.000 m² de exposición interior distribuidos en dos pabellones, contando el principal con cerca de 6.000 m², y en torno a 3.000 m² el secundario. Además, el recinto dispone de más de 54.000 m² de superficie para exposiciones al aire libre.

### Servicios

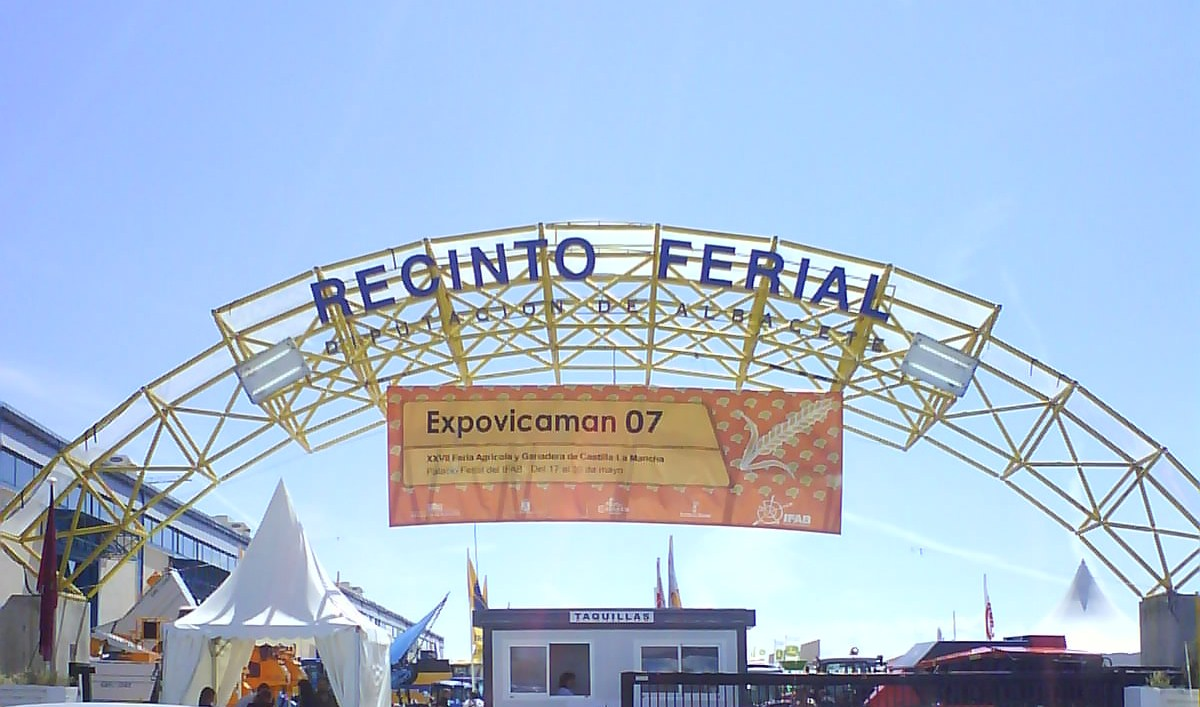
Arco de la entrada principal del Recinto Ferial del IFAB durante la celebración de Expovicaman.

El recinto cuenta con diferentes servicios y comodidades: aseos, aparcamiento, punto de información, salón de actos y conferencias, cafetería, restaurante, sala de reuniones, sala de prensa, servicio de megafonía, telefonía y punto de atención médica.

## Calendario ferial actual y eventos
Los principales eventos que se celebran a lo largo del año en el Recinto Ferial del IFAB son, entre otros:
- Antigua: Feria de Antigüedades

- Comercia: Feria del Stock de Albacete

- Ferimotor: Feria del Automóvil

- Expovicaman: Feria Agrícola y Ganadera de Castilla-La Mancha

- Artesana: Feria de Artesanía de Castilla-La Mancha

- Feria de la cuchillería: Knife Show Ciudad de Albacete

- AB Fashion Day: Feria de Moda

- Celebralia: Feria de Bodas y Celebraciones

- Albanime: Salón del manga, anime y ocio alternativo de Albacete

## Situación y accesos
El IFAB se encuentra al norte de la ciudad de Albacete, en la avenida Gregorio Arcos, muy cerca de la Junta Central de Regantes de la Mancha Oriental, del Centro Comercial Imaginalia, del Parque Empresarial Campollano y del Palacio de Congresos de Albacete.

### Transporte público
En autobús urbano, el IFAB queda conectado mediante las siguientes líneas: 
| Línea | Trayecto                                                     | Recorrido | Frecuencia | Paradas IFAB |
| ----- | ------------------------------------------------------------ | --------- | ---------- | ------------ |
|       | Bº Pedro Lamata - Bº Cañicas - C.C.Imaginalia                | Recorrido | 15 minutos | 27           |
|       | Bº San Pedro - Parque Lineal - Parque Empresarial Campollano | Recorrido | 15 minutos | 26           |